# Giro del Lago Maggiore 2006
Il Giro del Lago Maggiore 2006, venticinquesima edizione della corsa, valido come evento dell'UCI Europe Tour 2006 categoria 1.2, si svolse il 12 marzo 2006 su un percorso di 176,6 km. Fu vinto dall'italiano Giairo Ermeti al traguardo con il tempo di 4h26'07" alla media di 39,817 km/h.
Alla partenza erano presenti 135 ciclisti dei quali 90 portarono a termine la gara.

## Ordine d'arrivo (Top 10)
| Pos. | Corridore          | Squadra  | Tempo    |
| ---- | ------------------ | -------- | -------- |
| 1    | Giairo Ermeti      | LPR      | 4h26'07" |
| 2    | Fredrik Kessiakoff | Svezia   | a 1"     |
| 3    | Roger Beuchat      | LPR      | a 36"    |
| 4    | Nicolas Roux       |          | s.t.     |
| 5    | Simone Schaerrer   | Svizzera | s.t.     |
| 6    | Lukas Flückiger    |          | s.t.     |
| 7    | Roman Peter        |          | a 46"    |
| 8    | Remo Spirgi        | Hadimec  | s.t.     |
| 9    | Nicolas Schnyder   |          | s.t.     |
| 10   | Simon Wyss         | Hadimec  | s.t.     |